# Lípova Dolina
Lípova Dolina (en ucraniano: Липова Долина, romanizado: Lypova Dolyna; en ruso: Липовая Долина, romanizado: Lipovaya Dolina) es un pueblo ucraniano perteneciente al óblast de Sumy. Situado en el norte del país, es parte del raión de Romní y centro del municipio (hromada) homónimo.

## Geografía
Lípova Dolina se encuentra a orillas del río Jorol, 34 km al sureste de Romní y 105 km al suroeste de Sumy.  

## Historia
No se conoce la fecha de fundación de Lípova Dolina, pero se menciona por primera vez en algún momento del siglo XVII como un pueblo del magnate Jeremi Wiśniowiecki en el voivodato de Kiev. En 1647, el pueblo contenía 150 patios de viviendas  y la población del pueblo participó activamente en la rebelión de Jmelnitski, después del cual se convirtió en parte del regimiento Mírgorod, una de las divisiones administrativas del Hetmanato cosaco. En 1658, Lípova Dolina fue atacada por los tártaros y más tarde, se convirtió en una propiedad privada de varios oficiales cosacos. En 1764 la emperatriz rusa Catalina la Grande entregó Lípova Dolina a Kiril Razumovski, quien entregó su autoridad de Hetmanato el mismo año. En 1785 el pueblo fue vendido al Tesoro ruso.
El 5 de enero de 1923, se convirtió en el centro de ókrug y en febrero de 1939, pasó a formar parte del recién creado óblast de Sumy. El número de víctimas del pueblo en el Holodomor es de 296 personas.
En la Segunda Guerra Mundial, el pueblo fue ocupado por tropas alemanas del 22 de septiembre de 1941 al 8 de septiembre de 1943. Lípova Dolina recibió el estatus de asentamiento de tipo urbano en 1961.
En 2023, Lípova Dolina perdió el estatus de asentamiento de tipo urbano en la legislación ucraniana debido a la eliminación de este estatus administrativo.

## Demografía
La evolución de la población de Lípova Dolina entre 1959 y 2022 fue la siguiente:
| 3617                                                          | 4674 | 5303 | 5400 | 5324 | 5190 | 4991 |
| (Fuente: Cities & Towns of Ukraine y UKRAINE: Größere Städte) |      |      |      |      |      |      |

Según el censo de 2001, la lengua materna de la mayoría de los habitantes, el 97,16%, es el ucraniano; del 2,02% es el ruso.

## Infraestructura

### Transporte
Por Lípova Dolina pasan las carreteras territoriales T-1913 y T-1904.   